# Adolf Reinach
Adolf Bernhard Philipp Reinach (Magonza, 23 dicembre 1883 – Diksmuide, 16 novembre 1917) è stato un filosofo tedesco, fenomenologo (della corrente della fenomenologia di Monaco), teorico dell'esperienza religiosa e del diritto.

## Vita e opere
Adolf Reinach studiò all'Ostergymnasium di Magonza (dove sviluppò un interesse per Platone) e successivamente, nel 1901, entrò all'università di Monaco di Baviera,  dove studiò principalmente psicologia e filosofia con Theodor Lipps. Nel cerchio degli allievi di Lipps ebbe contatti con Moritz Geiger, Otto Selz, Aloys Fischer e soprattutto Johannes Daubert. Dal 1903/4 in avanti fu sempre più coinvolto con le opere di Edmund Husserl, particolarmente le Logische Untersuchungen (Ricerche Logiche).
Nel 1904 Reinach ottenne il suo dottorato in filosofia sotto Lipps con il suo lavoro Über den Ursachenbegriff im geltenden Strafrecht (Sul concetto di causalità nella legge penale). Attorno al 1905 intendeva ancora proseguire gli studi a Monaco (dove nel frattempo aveva conosciuto Alexander Pfänder), per ottenere un diploma in legge, ma poi decise di andare a studiare con Husserl a Gottinga. In quel periodo anche altri allievi di Lipps (capitanati da Daubert) avevano deciso di abbandonare Monaco per Gottinga, ispirati dalle opere di Husserl (questo movimento viene anche chiamato il Circolo di Gottinga).
Successivamente, nel 1905, Reinach tornò a Monaco di Baviera per completare i suoi studi in legge e nel 1906-1907 proseguì a Tubinga.  Seguì parecchie lezioni e seminari su legge penale del teorico legale Ernst Beling, da cui fu molto impressionato e a cui deve moltissima ispirazione per le sue opere successive. Nell'estate del 1907 diede il Primo Esame di Stato in legge, ma poi andò a Gottinga per assistere alle discussioni nel circolo di Husserl.
Con il sostegno di Husserl, Reinach fu in grado di ottenere l'abilitazione all'insegnamento a Gottinga nel 1909. Dalle sue lezioni e ricerche possiamo vedere che al tempo era influenzato anche da Anton Marty e Johannes Daubert, oltre che ovviamente e notevolmente da Husserl.  A sua volta Reinach sembra aver ispirato parecchi altri giovani fenomenologi (come Wilhelm Schapp, Dietrich von Hildebrand, Alexandre Koyré e particolarmente Edith Stein) con le sue lezioni. Oltre ad un'introduzione alla fenomenologia, dava lezioni tra l'altro anche su Platone e Kant.
In questo periodo Husserl iniziò una revisione completa della sua opera principale, le "Ricerche Logiche" e richiese l'assistenza di Reinach in questa impresa. Inoltre, nel 1912 Reinach, assieme a Moritz Geiger e Alexander Pfänder, fondò il famoso Jahrbuch für Philosophie und phänomenologische Forschung (Annuario per la filosofia e ricerche fenomenologiche), con Husserl come redattore principale.
Dopo la pubblicazione delle Ideen (Idee) di Husserl nel 1913, molti fenomenologi presero una posizione critica verso le sue nuove teorie e nacque di fatto la corrente della fenomenologia di Monaco, in quanto Reinach, Daubert ed altri scelsero di rimanere più vicini al lavoro precedente di Husserl, la prima edizione delle "Ricerche Logiche".  Anziché seguire Husserl nella fenomenologia trascendentale, il gruppo di Monaco rimase una corrente realista.
Allo scoppio della prima guerra mondiale Reinach divenne volontario nell'esercito; dopo molte battaglie e avendo ricevuto la Croce di Ferro, Reinach cadde a Diksmuide nelle Fiandre, il 16 novembre 1917.

## Teoria
Uno dei contributi più importanti e notevoli che Reinach ha dato alla filosofia del linguaggio è stato quello di aver anticipato di almeno mezzo secolo la teoria degli atti linguistici successivamente sviluppata nella filosofia analitica da filosofi come John Langshaw Austin, Paul Grice e John Searle. Mentre le connessioni tra pensiero, linguaggio e realtà sono state oggetto d'indagine fin da Aristotele, troviamo pochi autori nella storia della filosofia che si sono occupati del caso in cui una promessa, un ordine o una dichiarazione costituiscano di fatto un'azione. A parte alcune osservazioni isolate di Thomas Reid, il primo a darne un trattamento sistematico è stato Reinach.
(Smith 1990)

## Opere Principali
- Über den Ursachenbegriff im geltenden Strafrecht Leipzig: J. A. Barth 1905.
- "William James und der Pragmatismus" in Welt und Wissen. Hannoversche Blätter für Kunst, Literatur und Leben  (198): 45-65 1910.
- "Kants Auffassung des Humeschen  Problems" in Zeitschrift für Philosophie und philosophische Kritik 141: 176-209 1911.
- "Die obersten Regeln der Vernunftschlüsse  bei Kant" in Kant Studien 16: 214-233 1911.
- Zur Theorie des negativen Urteils. in Münchener  Philosophische Abhandlungen. Festschrift für Theodor Lipps.  Ed. A. Pfänder. Leipzig: J. A. Barth 1911. pp. 196–254
- "Die Überlegung: ihre ethische und  rechtliche Bedeutung I" in Zeitschrift für Philosophie und  philosophische Kritik 148: 181-196 1912.
- "Die Überlegung: ihre ethische und  rechtliche Bedeutung II" in Zeitschrift für Philosophie und  philosophische Kritik 149: 30-58 1913.
- "Die apriorischen Grundlagen des bürgerlichen  Rechtes" in Jahrbuch für Philosophie und phänomenologische Forschung  1: 685-847 1913.
  - Ripubblicato col titolo: "Zur Phänomenologie des Rechts. Die apriorischen Grundlagen des bürgerlichen Rechts" (con una prefazione di Anna Reinach) München, Kösel, 1953.
- "Paul Natorps 'Allgemeine Psychologie  nach kritischer Methode'" in Göttingische gelehrte Anzeigen  4: 193-214 1914.

L'edizione delle opere complete: Karl Schuhmann & Barry Smith (a cura di). Sämtliche Werke. Kritische Ausgabe  mit Kommentar, München, Philosophia Verlag 1989, (due volumi).

## Traduzioni italiane
- I fondamenti a priori del diritto civile Milano, Giuffré 1990.
- La visione delle idee Macerata, Quodlibet, 2008.
- L'Assoluto. Appunti filosofico-religiosi (1916-1917)], in appendice a: Pierfrancesco Stagi, La filosofia della religione di Adolf Reinach, Roma, Stamen, 2015.